# Regimento da Västernorrland
O Regimento da Västernorrland (em sueco Västernorrlands regemente), também designado pela sigla I 21, é uma unidade de infantaria do Exército da Suécia. Está aquartelado na cidade de Sollefteå, e tem um destacamento de caçadores especiais em Östersund (Jämtlands fältjägarkår), dispondo assim de 2 batalhões de infantaria.

O regimento foi reativado após uma decisão parlamentar em 2020 (riksdagens försvarsbeslut 2020).

O seu pessoal é constituído por 137 efetivos, incluindo oficiais profissionais, militares em serviço permanente e funcionários civis.

## Galeria

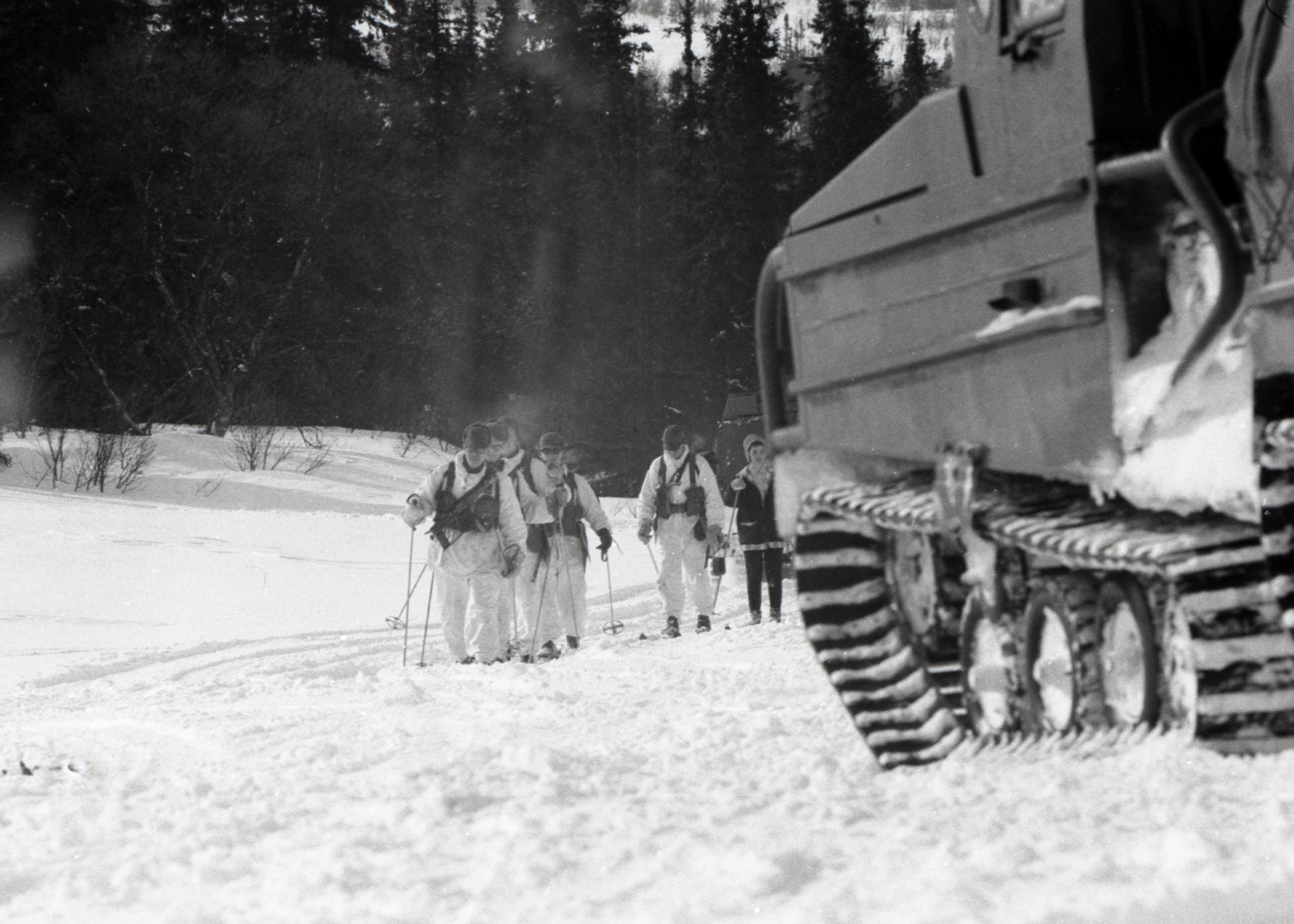
Exercício militar de inverno
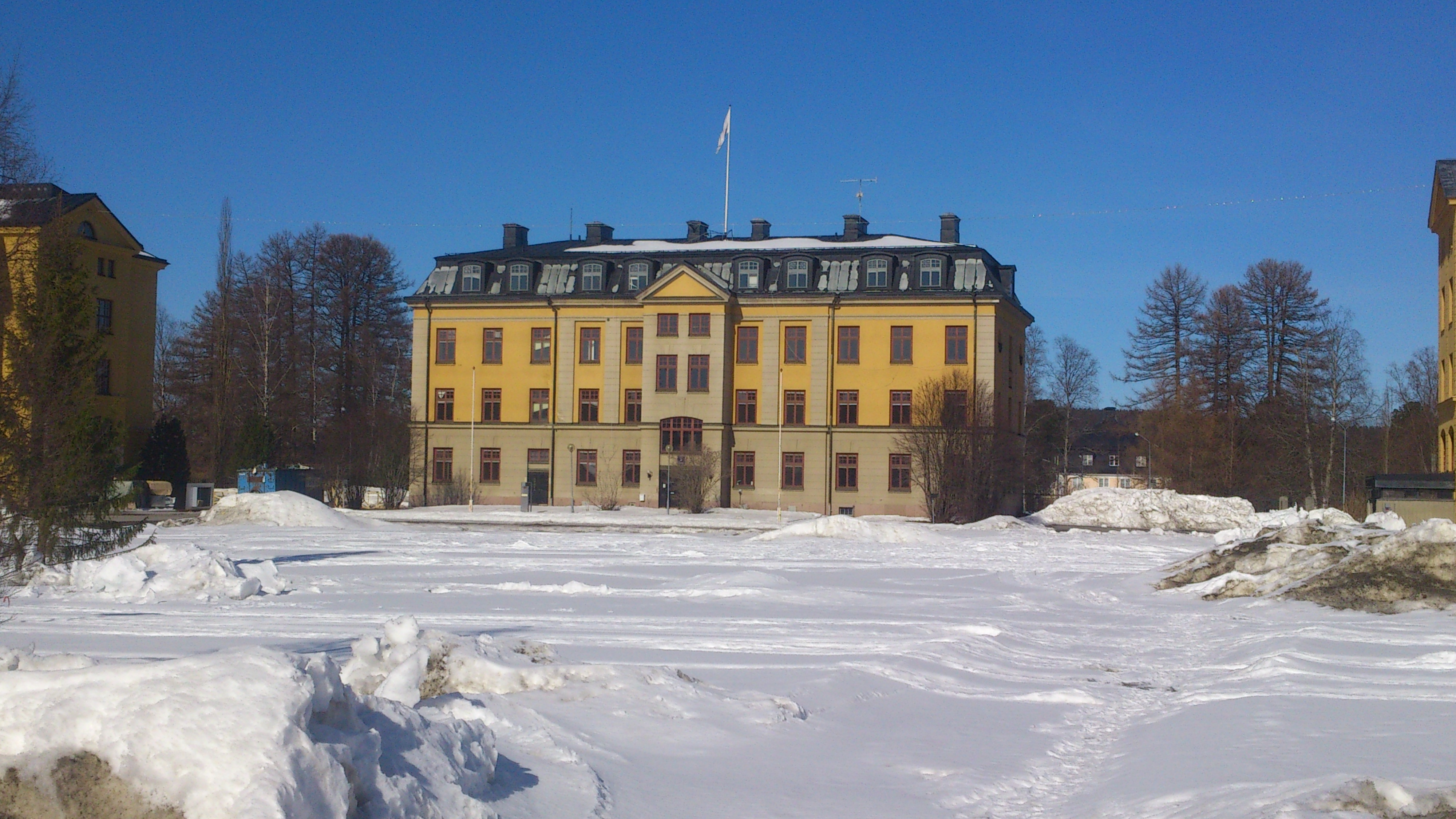
Secretaria do regimento
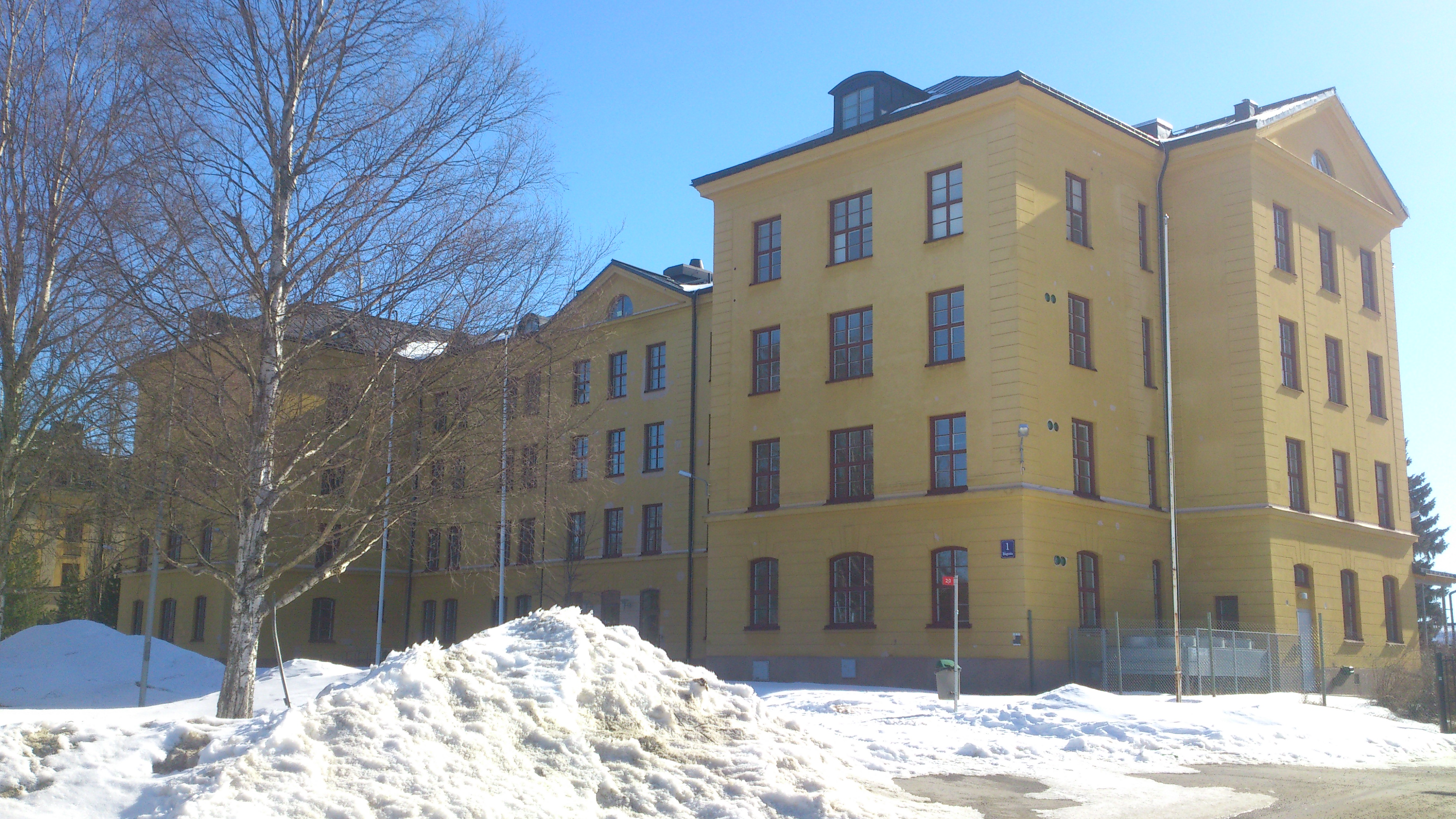
Casernas
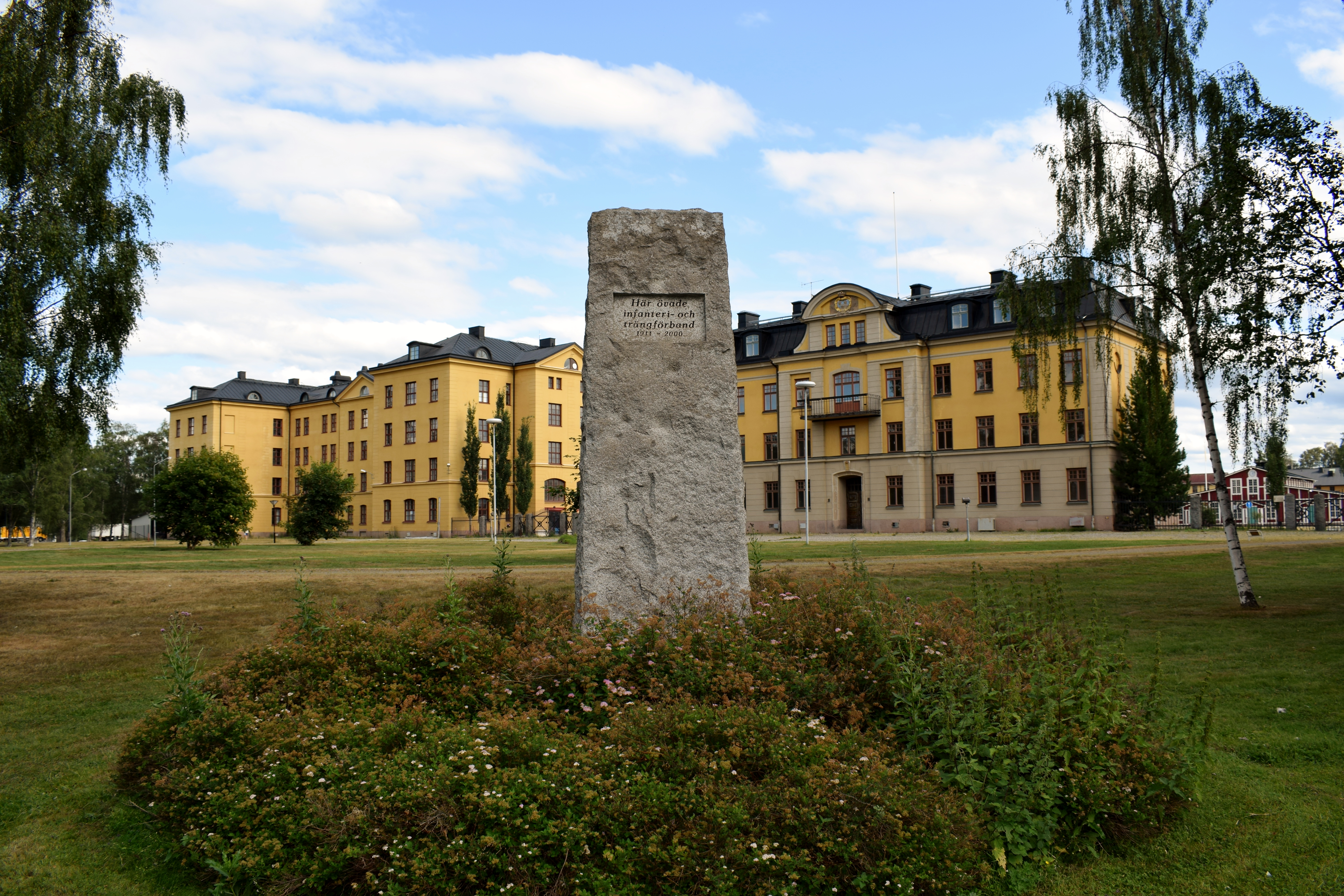
Pedra comemorativa